# Vol Philippine Airlines 206
Le 26 juin 1987, un Hawker Siddeley HS.748 effectuant le vol Philippine Airlines 206, un vol régional régulier entre l'aéroport international Ninoy-Aquino, à Manille, et l'aéroport de Loakan (en), à Baguio, aux Philippines, s'est écrasé contre une montagne, lors de l'approche vers Baguio, ne laissant aucun survivant parmi les 50 personnes à bord.

## Accident
Le vol 206 a décollé de l'aéroport international Ninoy-Aquino pour l'aéroport de Loakan (en), à Baguio, à environ 250 kilomètres au nord de Manille. Alors que l'avion entame son approche, le commandant de bord a signalé une visibilité réduite, causé par les mauvaises conditions météorologiques présente dans la région (l'accident s'est produit pendant la période de la mousson). Le vol 206 a disparu des écrans radar environ dix minutes avant son atterrissage prévu à Baguio.
L'épave de l'appareil a été découverte cinq heures après sa disparition. Le vol 206 s'est écrasé sur les pentes brumeuse du Mont Ugu, une montagne de 2 086 mètres située dans la province de Benguet, aux Philippines. Le site du crash est situé à environ 180 mètres du sommet du mont Ugu et à 15 km au sud de l'aéroport de Loakan.